# Cestrum hortulanum
Cestrum hortulanum är en potatisväxtart som beskrevs av Nathaniel Lord Britton och P. Wilson. Cestrum hortulanum ingår i släktet Cestrum och familjen potatisväxter. Inga underarter finns listade i Catalogue of Life.